# Marquesa de Lumiares
Marquesa de Lumiares foi um título nobiliárquico que pode referir-se a:
- Título criado em favor a Juliana Xavier Botelho (1739–1826)[1]

- Título criado em 1819 pelo rei João VI de Portugal em favor de Maria do Resgate Carneiro Portugal da Gama Vasconcelos Sousa e Faro (1771–1823), 3.ª condessa de Lumiares.[2]